# La Rebollera (Abella de la Conca)

La Rebollera, respecte del terme d'Abella de la Conca

La Rebollera era un bosc de roures rebolls del terme municipal d'Abella de la Conca, a la comarca del Pallars Jussà.
Va desaparèixer en el gran incendi forestal d'agost del 1978, que afectà tot el vessant meridional de la Serra de Carreu.
Estava situat al nord-oest de la Masia Gurdem, a ponent de Cal Gurdem Vell, al sud de l'Obagueta del Cap Blanc i al nord de les Feixes de Solom. Forma part de la carena que inclou, de sud-oest a nord-est, el Cap de les Llenes, el Coll de Vacamina, la Rebollera i el Bony de Calama. Actualment el lloc, ara despoblat, rep encara el mateix nom.
El topònim, romànic modern de caràcter descriptiu, pren el nom dels arbres que formaven el petit bosc: roures rebolls.